# Ministerie van Ruimtelijke Ordening en Milieu
Het Ministerie van Ruimtelijke Ordening en Milieu (MINROM) was van 2020 tot 2025 een overheidsorgaan in Suriname. Het is per staatsbesluit van 16 juli 2020 opgericht als een van de ministeries van het kabinet-Santokhi. Het was een antwoord op de roep naar meer aandacht voor de ruimtelijke ordening en een meer daadkrachtig milieubeleid. Het ontstond na de opsplitsing van het ministerie van Ruimtelijke Ordening, Grond- en Bosbeheer in dit ministerie en het ministerie van Grondbeleid en Bosbeheer. In 2025 werd een deel samengevoegd tot het ministerie van Openbare Werken en Ruimtelijke Ordening, en milieu werd onderdeel het ministerie van Olie, Gas en Milieu.